# Oldsmobile 442
El Oldsmobile 442 (pronunciado cuatro-cuatro-dos) es un muscle car producido por la división Oldsmobile de General Motors.
Se presentó como un paquete especial ofrecido en el  F-85 y el Cutlass, este paquete fue más conocido como el W-30, y fueron vendidos en los Estados Unidos a partir de 1964. 
Se convirtió en un modelo de pleno derecho desde 1968 hasta 1971, luego volvió a una opción a través de la década de 1970. 
Oldsmobile revivió el nombre en la década de 1980 en la tracción trasera del Cutlass Supreme y principios de 1990 como un paquete opcional para la nueva tracción delantera del Cutlass. 4-4-2 es sinónimo de: carburador de 4 bocas, transmisión de 4 velocidades y dos (2) salidas de escape.

## Primera generación (1964-1967)
El 442 nació de la competencia entre Pontiac y Oldsmobile. Se inició como una respuesta apresurada al equipo opcional GTO del Pontiac Tempest, que había demostrado ser un éxito inesperado a mitad de camino a través de los modelos del año 1964. Las carrocerías disponibles fueron coupé 2 puertas sin parantes y 2 puertas descapotable.

## Segunda generación (1968-1972)

### 1968

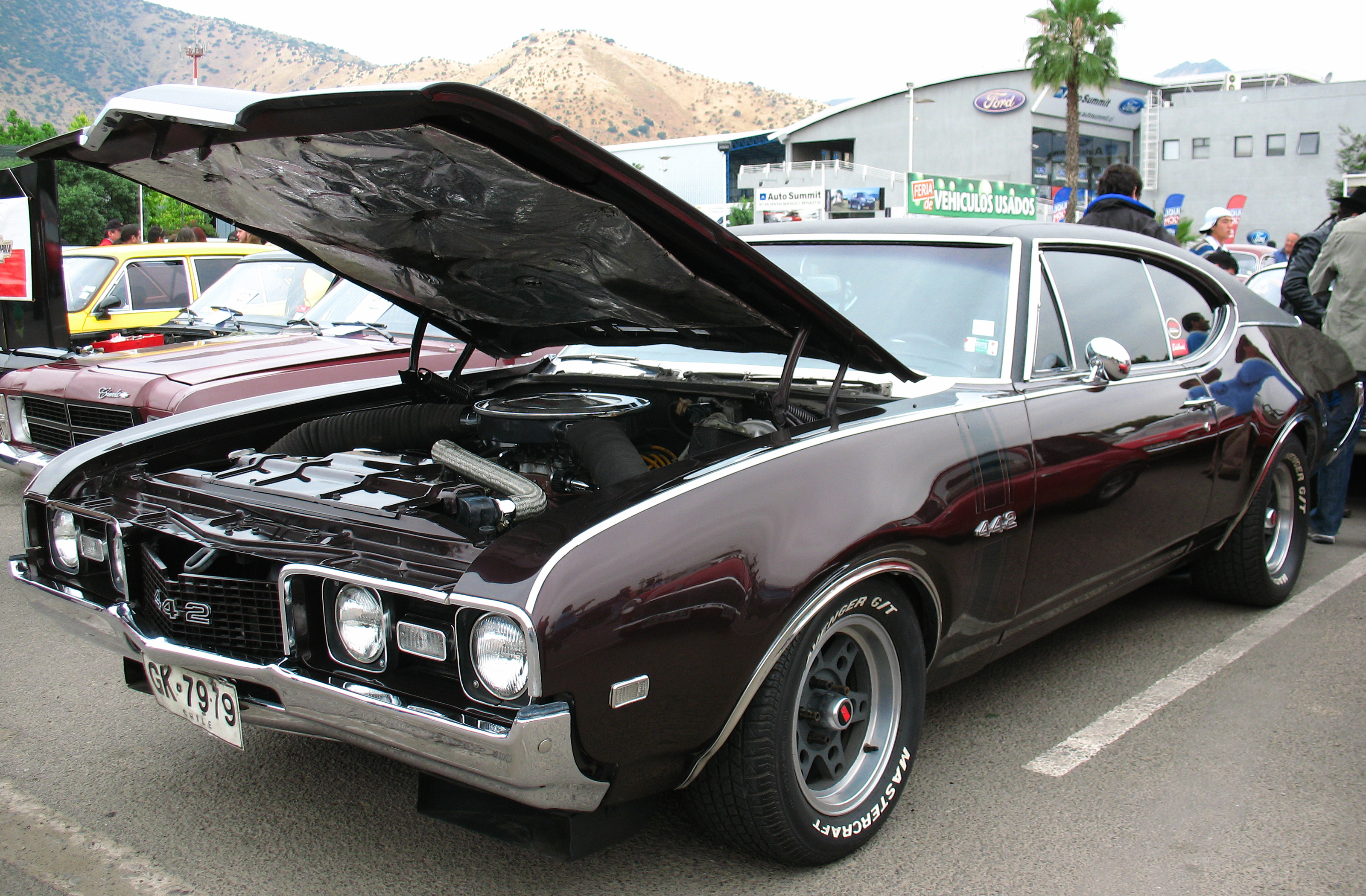
Modelo 1968 con el cofre abierto en Chile.

El 442 se convirtió en un modelo separado desde 1968 hasta 1971. La distancia entre ejes fue de 112 plg (2845 mm) y más de 33.000 se vendieron en 1968. A pesar de la cilindrada, el motor se mantiene en 400 pulgadas cúbicas (6,6 L); el motor se basa en el nuevo tren de cigüeñal 455 con una carrera de 4,25 plg (108 mm) y el diámetro disminuyó a 3,87 plg (98,3 mm). El par estaba en el rango entre 3000-3200 rpm, en lugar de los primeros 400s de un máximo de 3600 rpm, en su mayoría debido a una más suave leva pulida.
Car Life probó un modelo 1968 con una relación del eje trasero de 3.42:1 y una transmisión Hydramatic, resultando en un 0 a 60 mph (97 km/h) en 7 segundos; y el 1/4 de milla (402 m) en 15,13 segundos a 92 mph (148 km/h). La velocidad máxima fue reportada en 115 mph (185 km/h). El motor base seguía produciendo 350 HP (355 CV; 261 kW), pero solamente con las transmisiones manuales de 3 y 4 velocidades, mientras que con la automática producían 325 HP (330 CV; 242 kW).
Los W-30 producía otra vez 360 HP (365 CV; 268 kW). Car Life también probó un W-30 de 4 velocidades con relaciones finales de 4.33 y registró el 1/4 de milla en 13,3 segundos a 103,3 mph (166 km/h), lo cual demuestra que la carrera alargada no afectó el desempeño real, aunque la durabilidad de largo plazo a altas revoluciones del motor (6.000 o más) podría ser afectado.
Todos los motores 4-4-2 estándar de 1968 estaban pintados de un color bronce-cobre, como en los de 1967, rematados con un filtro de aire rojo fuego. Los autos con la opción W-30, estaban equipados con mangueras de admisión Ram Air que iban desde un filtro de aire negro con doble tubo de escape cromado, hasta bocas de aire especiales debajo del parachoques y se activaban mediante pozos de guardabarros de plástico rojo brillante. Además, se puso a disposición una opción Turnpike Cruiser con un carburador de dos bocas; anteriormente estaba disponible en el Cutlass Supreme para 1967.
1968 fue el primer año para luces de posición laterales y cinturones de hombro externos delanteros, y el último año para ventanas de ventilación en modelos hartop y convertibles. Los 4-4-2 para el '68, tenían paragolpes traseros únicos, con recortes de escape y puntas de escape especiales.

#### Hurst/Olds

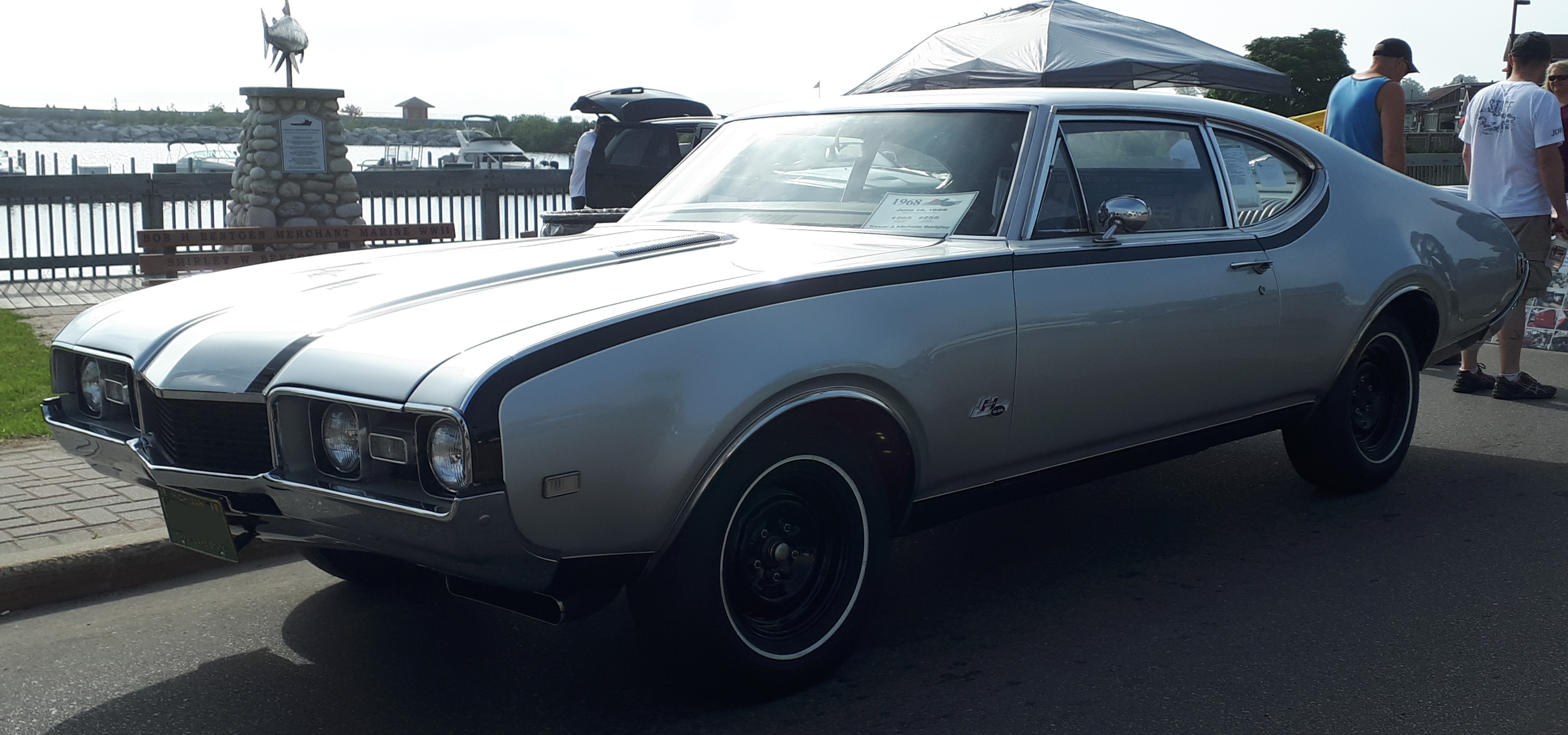
Hurst/Olds en plata peruana con franjas negras.

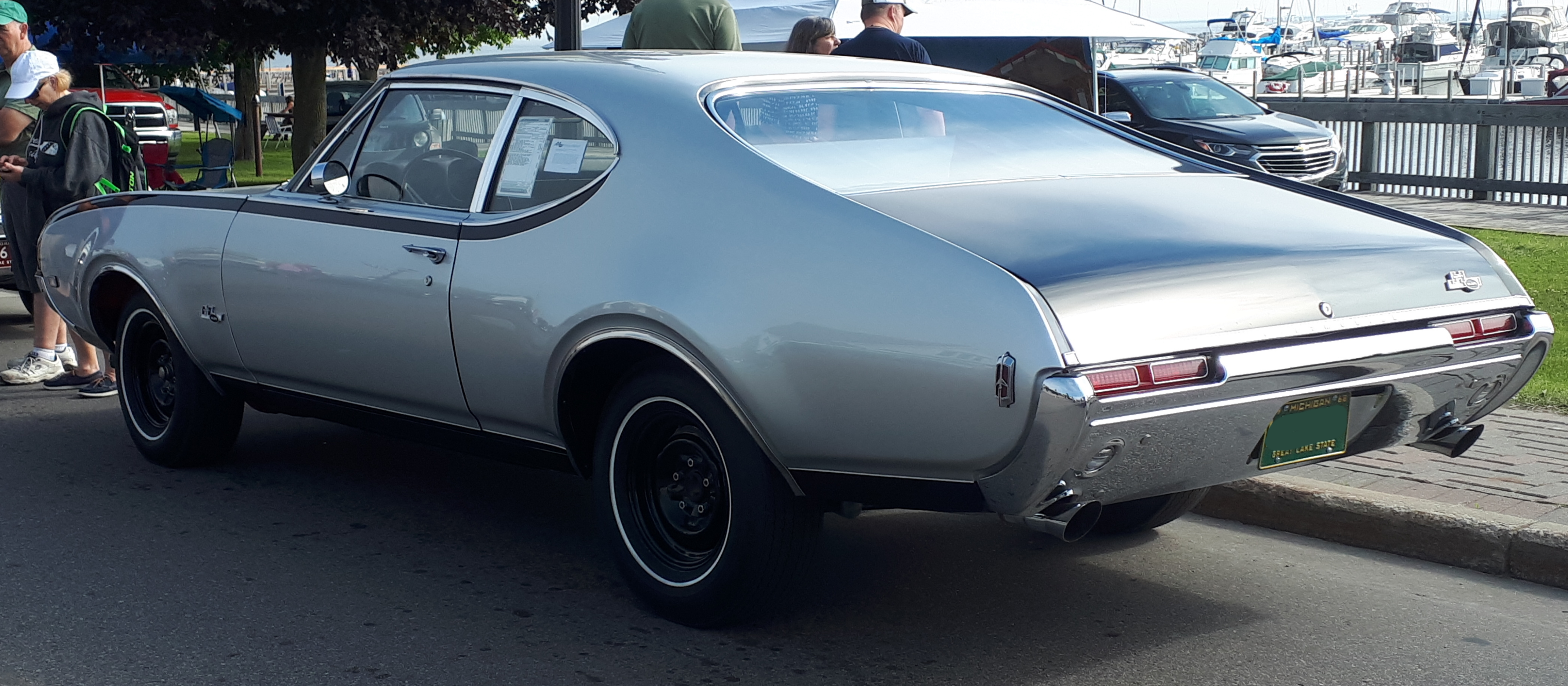
Vista trasera del Hurst/Olds.

En ese año, Oldsmobile se asoció con Hurst Performance Research Corporation para crear el Hurst/Olds, en lugar de solamente agregar palancas de cambios como en modelos anteriores. La producción regular limitada fue de 515 Hurst/Olds, de los cuales 450 fueron Holiday Coupés y 56 Sport Coupés, inició como 442 regulares, pero fueron tratados con numerosas y distintas mejoras, ambas cosméticas y mecánicas. Todos los coches fueron pintados en color plata peruana (un color del Toronado), con rayas en negro liberal y blancas, el exterior e interior con emblemas "H/O" (únicos para 1968) e insertos de madera real de nogal en el salpicadero.
Mecánicamente, los coches salieron de la fábrica con dos combinaciones de motorizaciones: los motores rojos de 455 plg³ (7,5 L) salían con cajas de cambio automáticas Turbo 400 de los W-30; los coches con aire acondicionado tenían un motor W-46 con eje trasero de 3.08:1; y los que no contaban con aire acondicionado, tenían el motor W-45 con un eje trasero de 3.91:1. Mientras ambos motores producían 390 HP (395 CV; 291 kW), el W-45 recibió los cabezales del W-30 y el árbol de levas del W-31, haciéndolo más adecuado para más altas revoluciones.
Todos los coches venían con asientos de cubo y palanca de cambios Hurst de doble puerta en una mini consola. También eran estándar numerosas opciones de los 442 regulares, como frenos de disco, radiador de trabajo pesado y suspensión FE2. Compartían con el W-30 los pozos de las defensas en rojo y la disposición de las tomas de aire en el cofre. Siendo populares, pero no estándar, las opciones adicionales incluían un tacómetro "tick-tock" y volante de madera granulada. Los frenos de disco de potencia delanteros eran opcionales.
El desempeño para el Hurst/Olds 455 de 1968 con 390 HP (395 CV; 291 kW) a las 5.000 rpm y un par máximo de 500 lb·pie (678 N·m) a las 3.200 rpm, era de 0 a 60 mph (97 km/h) en 5,4 segundos, mientras que el 1/4 de milla (402 m) lo lograba en 13,9 segundos a 103 mph (166 km/h).

### 1969

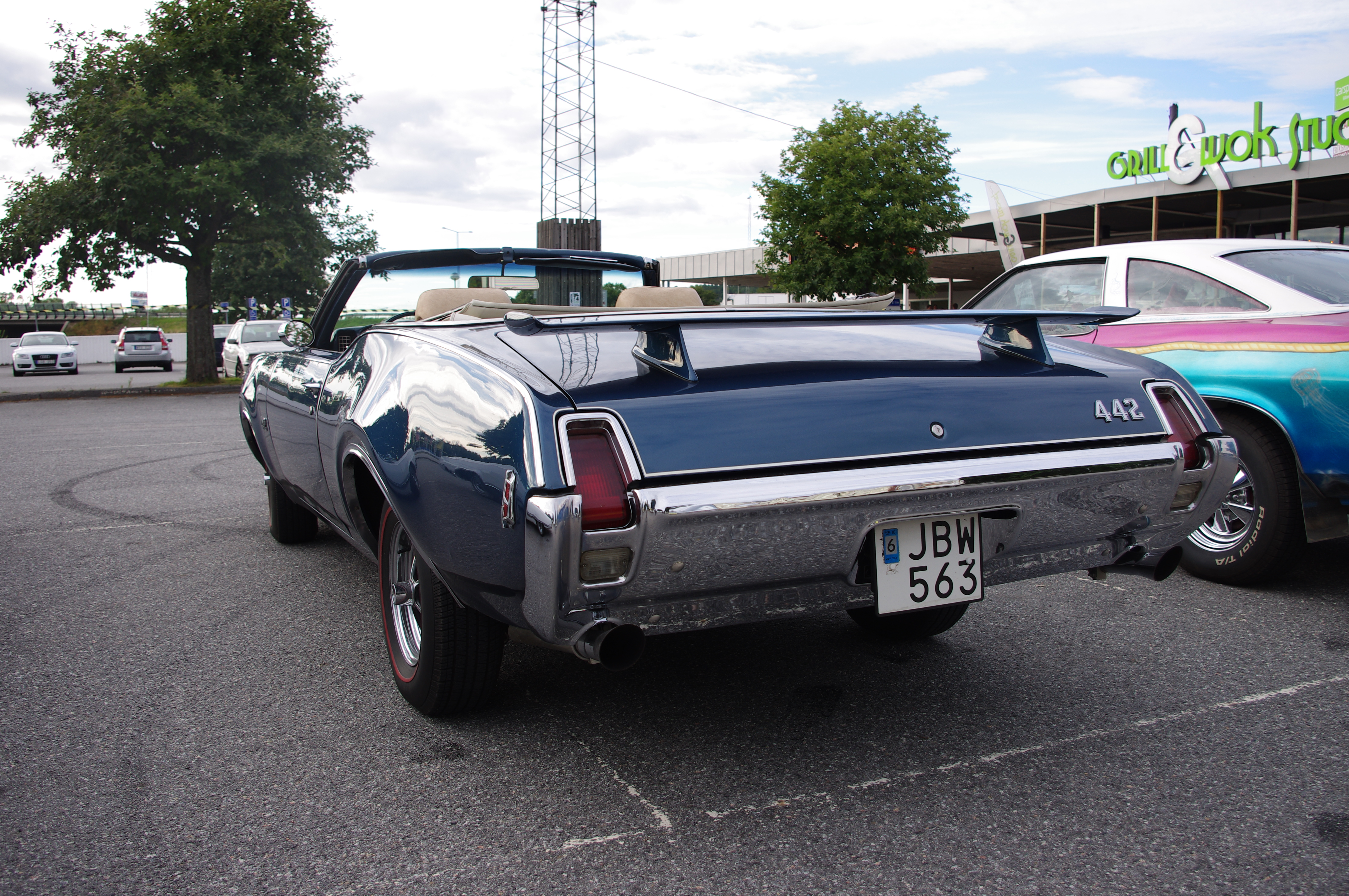
Vista trasera de la versión descapotable de 1969 con el spoiler de equipamiento original

Los 442 de 1969 eran muy similares a los de 1968, excepto por la división de los dientes en medio de la parrilla delantera, las entradas en el maletero para las luces traseras, las ventanas de ala eliminadas en los Holiday Coupé y convertibles, el interruptor de encendido del bloqueo de la dirección en la columna de dirección, los reposacabezas estándar se agregaron a los asientos delanteros y el esquema de pintura. Las rayas gemelas del cofre estaban disponibles para resaltar el nuevo cofre de doble abultamiento. Los números 4-4-2 crecieron casi el doble de su tamaño anterior.
Los frenos de disco opcionales tenían pinzas de pistón único actualizados. Los colectores de escape presentaban un nuevo divisor central para un mejor rendimiento. 
Otros cambios en el motor fueron mínimos, pero se eliminó la opción Turnpike Cruiser. Sin embargo, se ofreció otro motor de alto rendimiento llamado W-32, que venía con la tubería de inducción de aire forzado que se encuentra en los W-30, pero tenía una leva más suave como el motor base. Solamente estaba disponible con una caja de cambios automática y se construyeron 297, incluidos 25 Sport coupés y descapotables.

#### Hurst/Olds

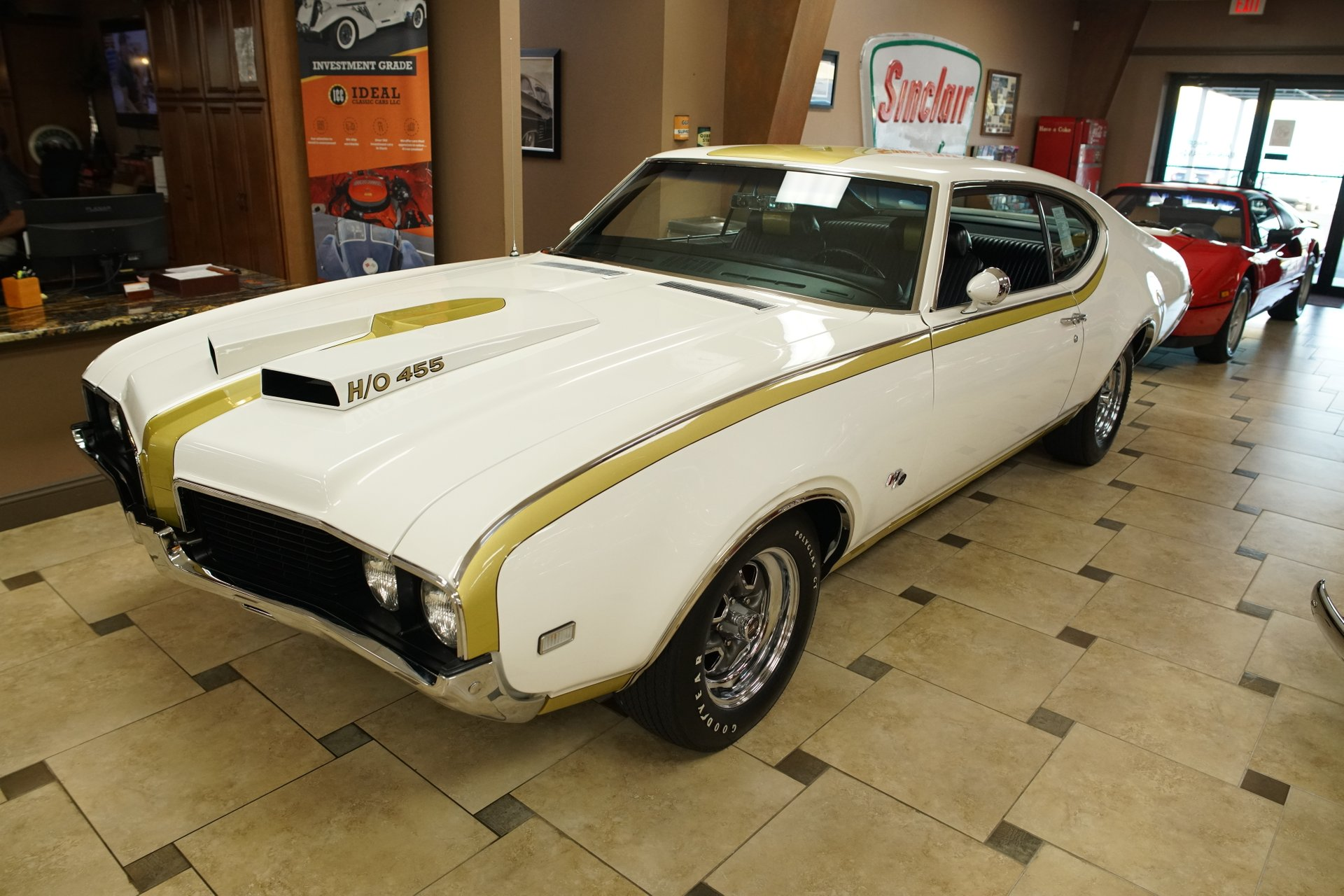
Hurst/Olds en blanco Cameo con rayas color oro Fire Frost.

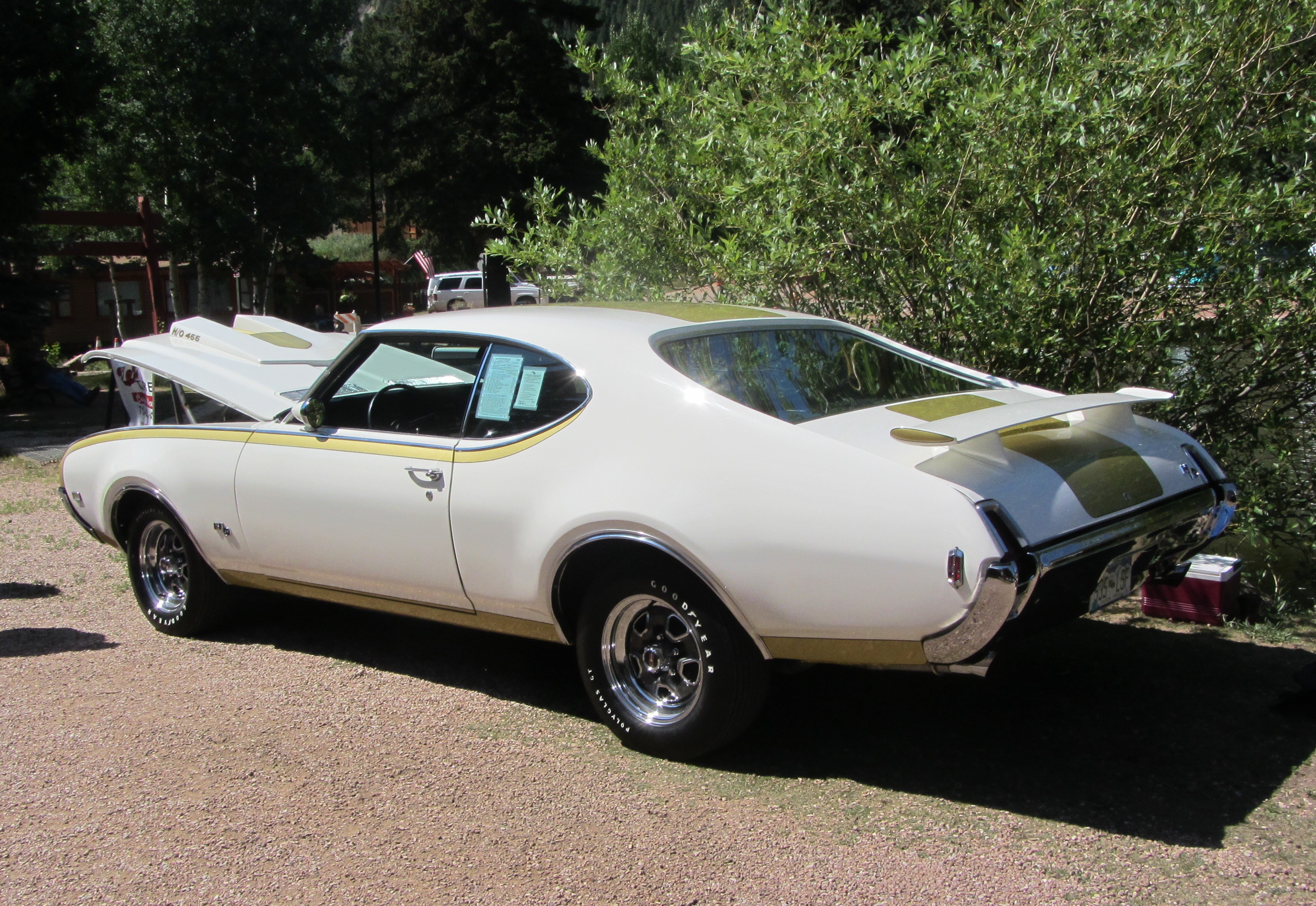
Vista trasera del Hurst/Olds con el cofre entreabierto.

Los Hurst/Olds regresaron para el modelo de 1969. El gran cambio fue con un esquema de pintura blanco Cameo y rayas color oro Fire Frost, el cual fue el mismo para muchos modelos años después; extravagantes y funcionales "buzones" de tomas de aire "ram" de fibra de vidrio con el emblema HO 455 en cada lado, spoiler de pedestal trasero, llantas cromadas SSII con neumáticos Polyglass Goodyear F60 x 15 pulgadas (38,1 cm), espejos de carreras europeos y un V8 de 455 pulgadas cúbicas (7,5 L) con 380 HP (385 CV; 283 kW), un rendimiento ligeramente menor que en 1968.
El exterior tenía acabados con un par de espejos de carreras ingleses. emblemas "H/O" en el paragolpes delantero, parrilla en negro y rayas negras aplicadas a mano, trabajo realizado por una persona.
Las modificaciones interiores incluyeron una chapa de madera diferente en la mini consola, rayas doradas pintadas en los reposacabezas y un emblema Hurst/Olds en la puerta de la guantera. Las modificaciones excluyendo la planta motriz se realizaron nuevamente en Demmer Engineering. Se construyeron aproximadamente 913 automóviles, incluidos 2 convertibles para uso promocional de Hurst, uno para eventos de la costa este y otro para eventos de la costa oeste; posteriormente, un tercero se construyó después de que uno de los dos originales fuera destruido.
El V8 Rocket de 455 pulgadas cúbicas (7,5 L) (W46) tenía una potencia de 380 HP (385 CV; 283 kW) y 500 lb·pie (678 N·m) de par máximo. Este es el mismo motor que el Hurst/Olds de 1968 equipado con aire acondicionado y proporciona una mejor capacidad de conducción, el cual recibió un colector de admisión único, tapas de válvulas de acero cromado y una tapa especial del filtro de aire operada por vacío para permitir que el aire frío desde la campana extractora que ingresa al carburador. Esto fue respaldado por una transmisión OH Turbo 400 de código especialmente calibrado y engranajes de relación final de 3.42 para automóviles sin aire acondicionado o engranajes de 3.08 para automóviles con aire acondicionado. Los engranajes opcionales de 3.91 estaban disponibles solamente para automóviles sin aire acondicionado.
Se construyeron 906 Hurst/Olds Holiday Coupé de producción, más 6 prototipos y 2 descapotables, para un total de 914.
El desempeño del Hurst/Olds de 1969 era: 0–60 mph (97 km/h) en 5.9 segundos y el 1/4 de milla (402 m) en 14.03 segundos a 101 mph (163 km/h).

### 1970

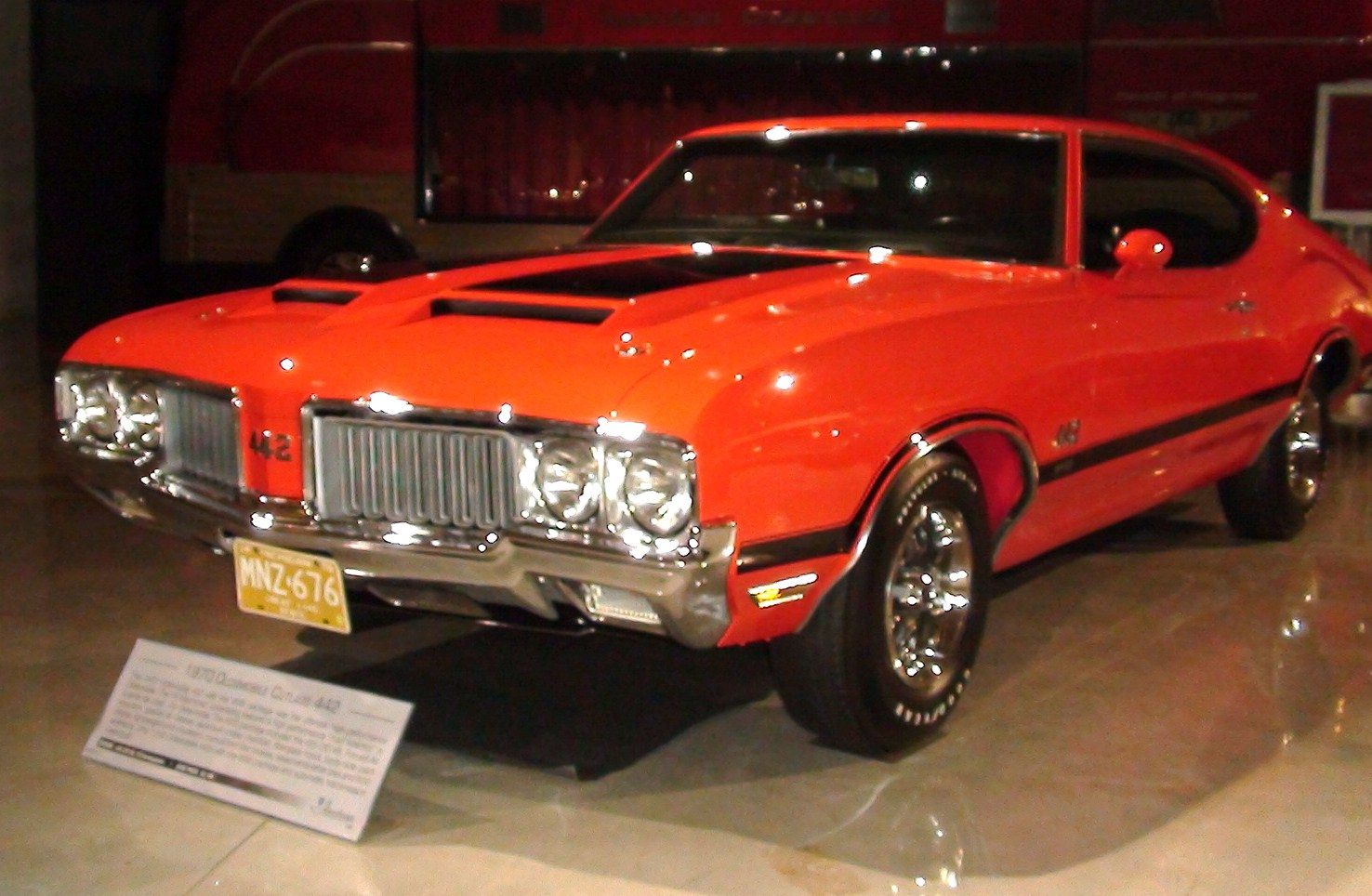
Modelo con las franjas negras en el cofre y faldones laterales

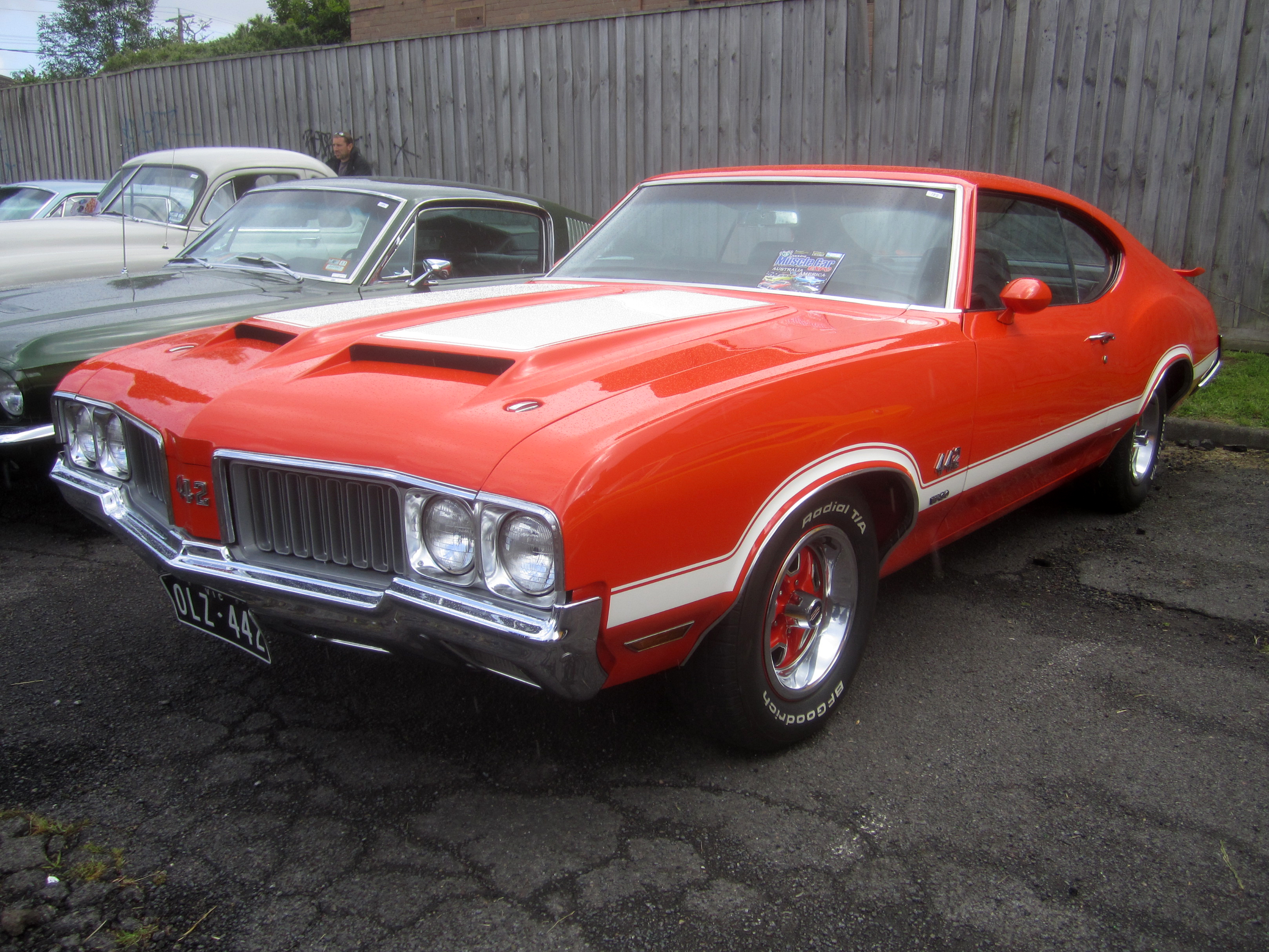
W-30 de 1970

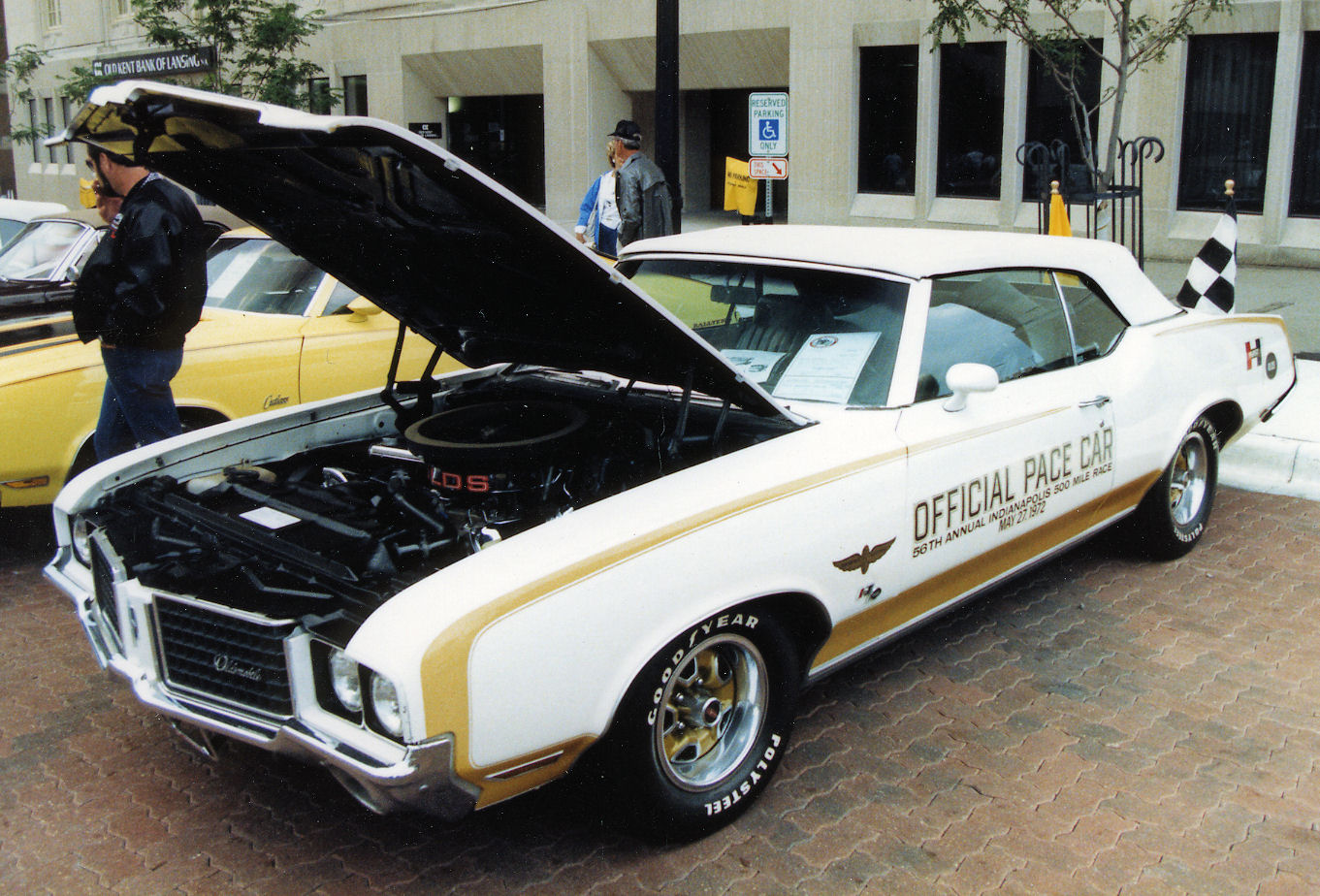
Hurst/Olds descapotable de 1972 como coche insignia Indy.

1970 fue el pináculo del rendimiento de Oldsmobile. Para mantenerse al día en la carrera de armamentos de caballos de fuerza, General Motors redujo el límite del tamaño del motor en 1970 y Oldsmobile respondió haciendo del Olds V8 455, el motor estándar 4-4-2, que producía 365 HP (370 CV; 272 kW) y 500 lb·pie (678 N·m), con una variante de 370 HP (375 CV; 276 kW) a las 5.200 rpm y un par máximo de 500 lb·pie (678 N·m) a las 3.600 rpm disponible con la opción W-30, lograba el 0 a 60 mph (97 km/h) en 5,7 segundos.
El estilo de carrocería revisado y el aumento en el rendimiento, dieron como resultado que el 4-4-2 fuera escogido como el auto madrina de seguridad en la carrera de las 500 Millas de Indianápolis en 1970. Aquellos que buscaban experimentar lo último en rendimiento de Lansing, podrían pedir una versión "W-Machine" del 4 -4-2, denominada como el paquete W-30, el cual agregó una campana de fibra de vidrio (opción W25) con tomas de aire funcionales y filtro de aire de baja restricción, colector de admisión de aluminio, árbol de levas, culatas, distribuidor y carburador especiales Rochester 4MC de 4 bocas. Se produjeron dos Vista Cruiser 4-4-2 equipados con W-30 por pedido especial. Los cinturones de seguridad de los hombros traseros eran opcionales a US$ 23.
Motor Trend probó un 4-4-2 W-30 con una transmisión manual de 4 velocidades con relación final de 3.9:1, registrando el 1/4 de milla en 14.2 segundos a 102 mph (164 km/h). Sin embargo, Motor Trend señaló que los ingenieros de Oldsmobile habían publicado anteriormente un mejor registro de 13.7 segundos en el mismo auto de prueba con una nueva calibración.
Las nuevas opciones para el 4-4-2 de 1970 incluían la dirección asistida de relación variable de GM (opción N47), una palanca de cambios Hurst Dual/Gate montada en la consola para usar con la transmisión Turbo Hydra-matic y la carcasa y cubierta del diferencial de aluminio (opción W27 ). Todos los Oldsmobile V8 recibieron nuevos rotadores de válvula positiva para los modelos de 1970, a fin de aumentar la vida útil de las válvulas del motor. Otras características del modelo 1970 eran: barras verticales en parrilla plateada, luces de estacionamiento rectangulares en el parachoques delantero y luces traseras verticales.
Las carrocerías disponibles eran coupé con y hardtop o descapotable, ambos de 2 puertas. En 1970 se ofreció el paquete W-30 442 como opción en el Cutlass y la guayín Vista Cruiser.
El Hurst/Olds se había dejado de fabricar temporalmente después del modelo 1969 porque GM bajó el límite del motor de 400 pulgadas cúbicas (6,6 L) para el modelo 1970, lo que permitió a las divisiones instalar motores más grandes en sus coches intermedios. El próximo Hurst/Olds se presentaría como un modelo de 1972.

#### Apariciones en medios
Un modelo color rojo con franjas negras, apareció en una escena de persecución en la película de acción de 1993 Demolition Man, protagonizada por Sylvester Stallone.

## Tercera generación (1973-1977)

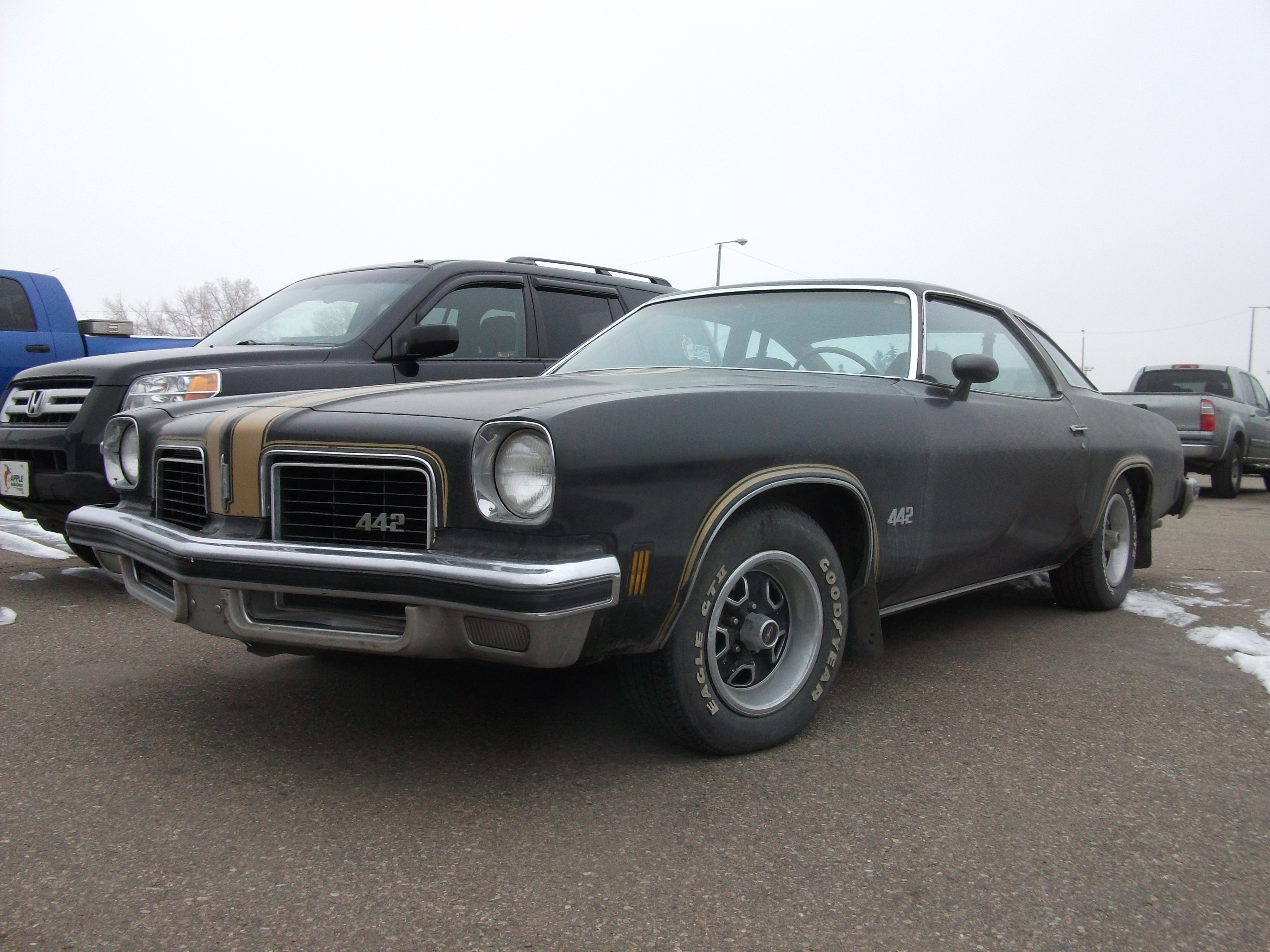
Modelo 1974

Originalmente se esperaba que el debut fuese para el año 1972, con la introducción del nuevo estilo de carrocería «Columnata» se retrasó por una huelga de los trabajadores de automóviles en 1972 a 1973.
La carrocería fue rediseñada con enormes puertas largas de 5 pies (1,5 m) y parachoques de absorción de energía de 5 mph (8 km/h). Las ventanillas traseras se fijaron y el techo se reforzó en previsión de los dispositivos de las normas impuestas por el gobierno.
Estos coches fueron unos pocos cientos de libras más pesados y ligeramente mayor que los del modelo 1972. Por este tiempo, el coche de altas prestaciones americano fue considerado extinto a razón de los estándares federales obligatorios a partir de 1973, pero estos «años olvidados», el 442 tenía algo de rendimiento.
Las carrocerías disponibles fueron coupé y descapotable de 2 puertas.

## Cuarta generación (1978-1980)

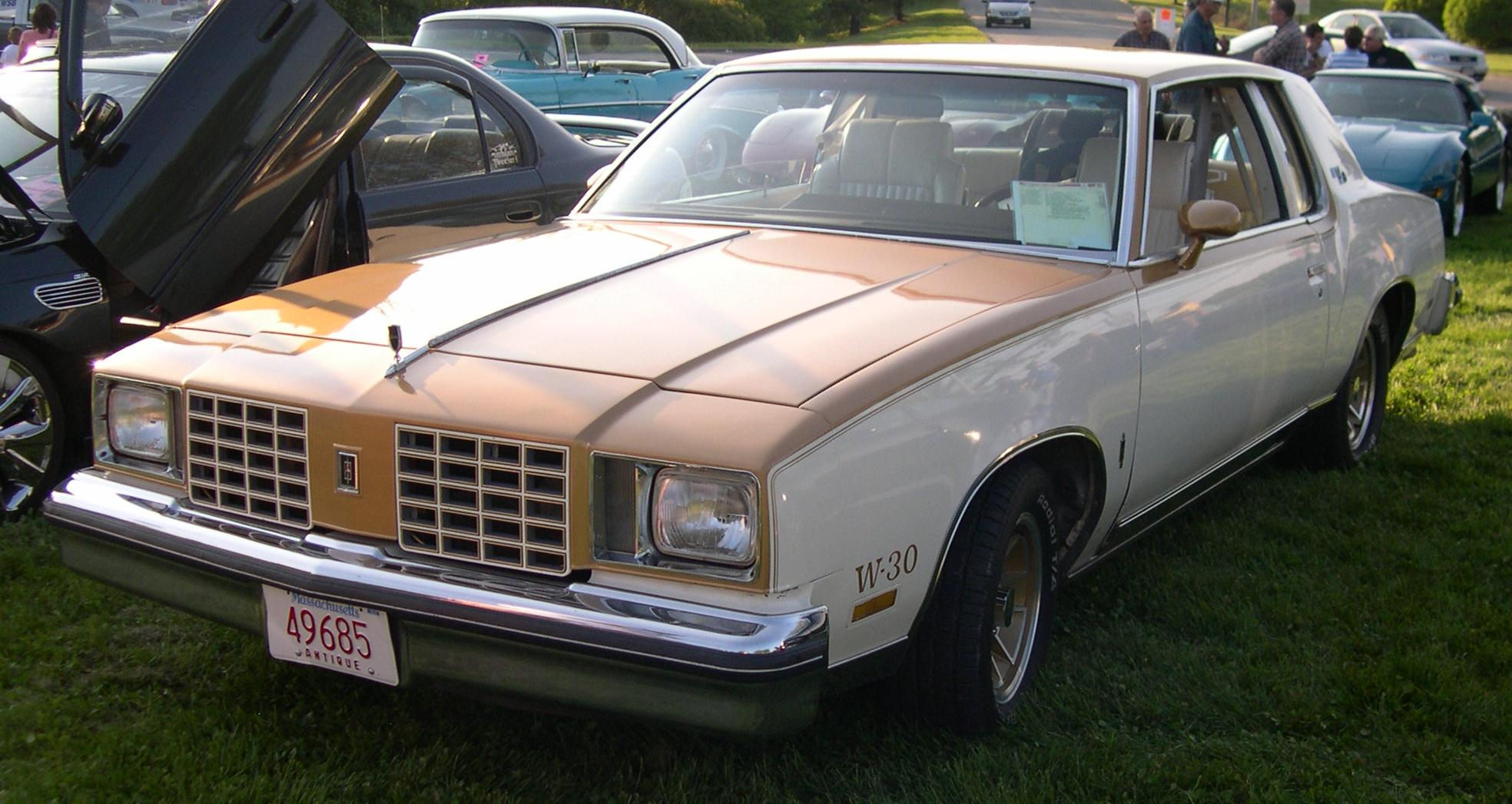
Hurst/Olds W-30 de 1979.

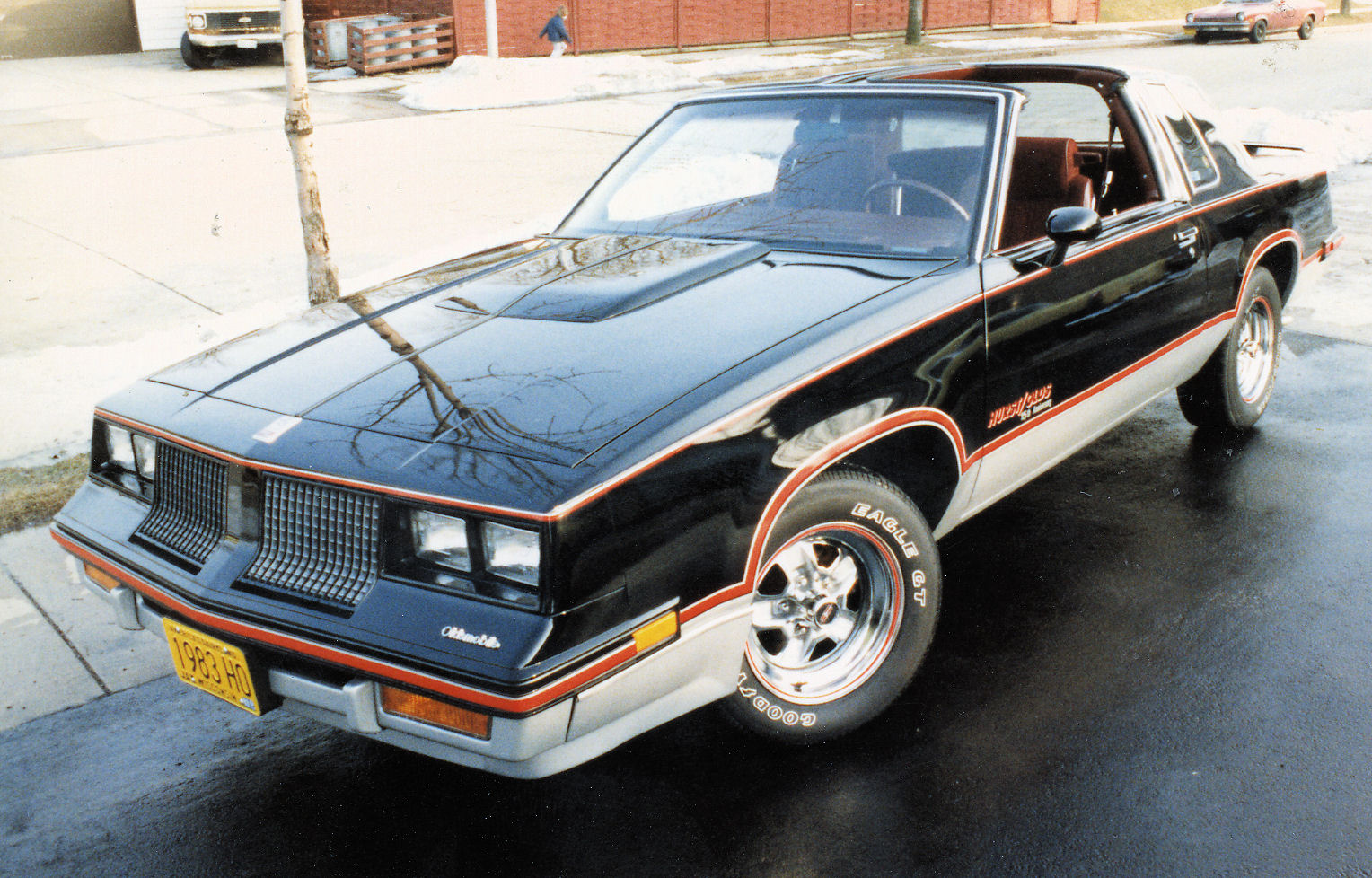
Hurst/Olds de 1983.

Otra edición limitada del modelo 442 se ofreció desde 1978 hasta 1980 en el Cutlass de la nueva más compacta plataforma A introducido para el año 1978. Los motores varían de un motor V6 de 231 plg³ (3,8 litros) a un base de 305 plg³ (5 litros) con 4 bocas. No había a disposición de cualquier 4-4-2 que ofrecen 350 vistos en 1978 o 1979.
Una edición especial de Hurst/Olds también fue ofrecida en 1979, este fue uno de los autos de poder más populares en esta época. Estuvo disponible en sedán de 4 puertas tipo fastback. 
En 1985, el Hurst Olds se convirtió de nuevo en un 442. Una vez más, cumplió con su histórico número de paquete de opciones. Aunque este vehículo solamente desarrolló 180 HP (182 CV; 134 kW), tenía un carburador de cuatro bocas, una transmisión automática de cuatro velocidades 200-4r y doble escape.